# Feu métallique du môle
Le feu métallique du môle est un phare du XIXe siècle situé à Port-Vendres, dans les Pyrénées-Orientales. Il tient son nom de son emplacement à l'extrémité de la jetée (le môle) du port de Port-Vendres.

## Historique
Le feu métallique du môle est construit en 1885. Il subit sa première tempête importante dès l'hiver 1887-1888 au cours duquel des éléments en pierre du parapet sont détruits et projetés par les vagues à une hauteur de 18 mètres, jusque sur la plateforme de la lanterne. Il résiste depuis, à l'exception de l'escalier en colimaçon, dégradé, qui a été supprimé et de fait rendu inutile depuis l'automatisation de la lanterne.
Il est inscrit à la liste des monuments historiques par arrêté du 12 octobre 2011. Il est actuellement la propriété de l'État.

## Description
Le feu métallique est construit au bout d'une jetée assurant une élévation de quatre mètres au-dessus du niveau de la mer. On y a encastré six tubes de 14,5 mètres de long à une profondeur de deux mètres. Au-dessus est fixée une plate forme octogonale contenant l'abri pour le gardien, à une hauteur de 16 mètres et, deux mètres au-dessus, la lanterne du phare proprement dite, à une hauteur totale de 18 mètres. Au milieu de la structure, un pylône central servait de support à un escalier en colimaçon, à la fois basculable par les contre-marches pour s'en servir comme une échelle et orientable pour réduire la résistance aux vagues.
La plateforme elle-même est constituée de parois métalliques, tandis que le sol et le plafond de la chambre de veille sont en bois.
La lanterne du feu métallique du môle à une portée de 8 milles marins (15 km). L'ouvrage optique initial est remplacé dès 1906 par un appareil Luchaire.

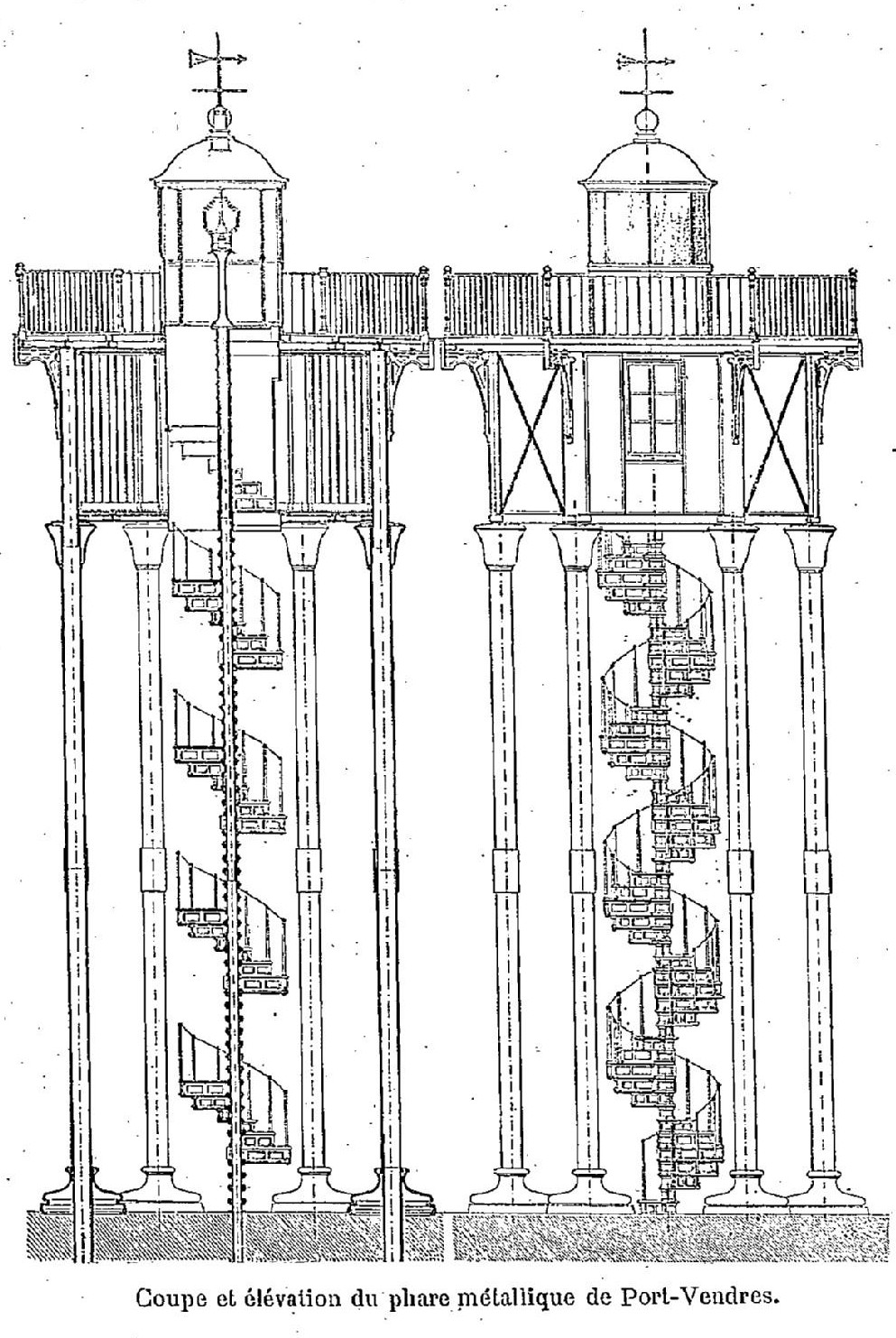
Plan de coupe (1889)

## Galerie

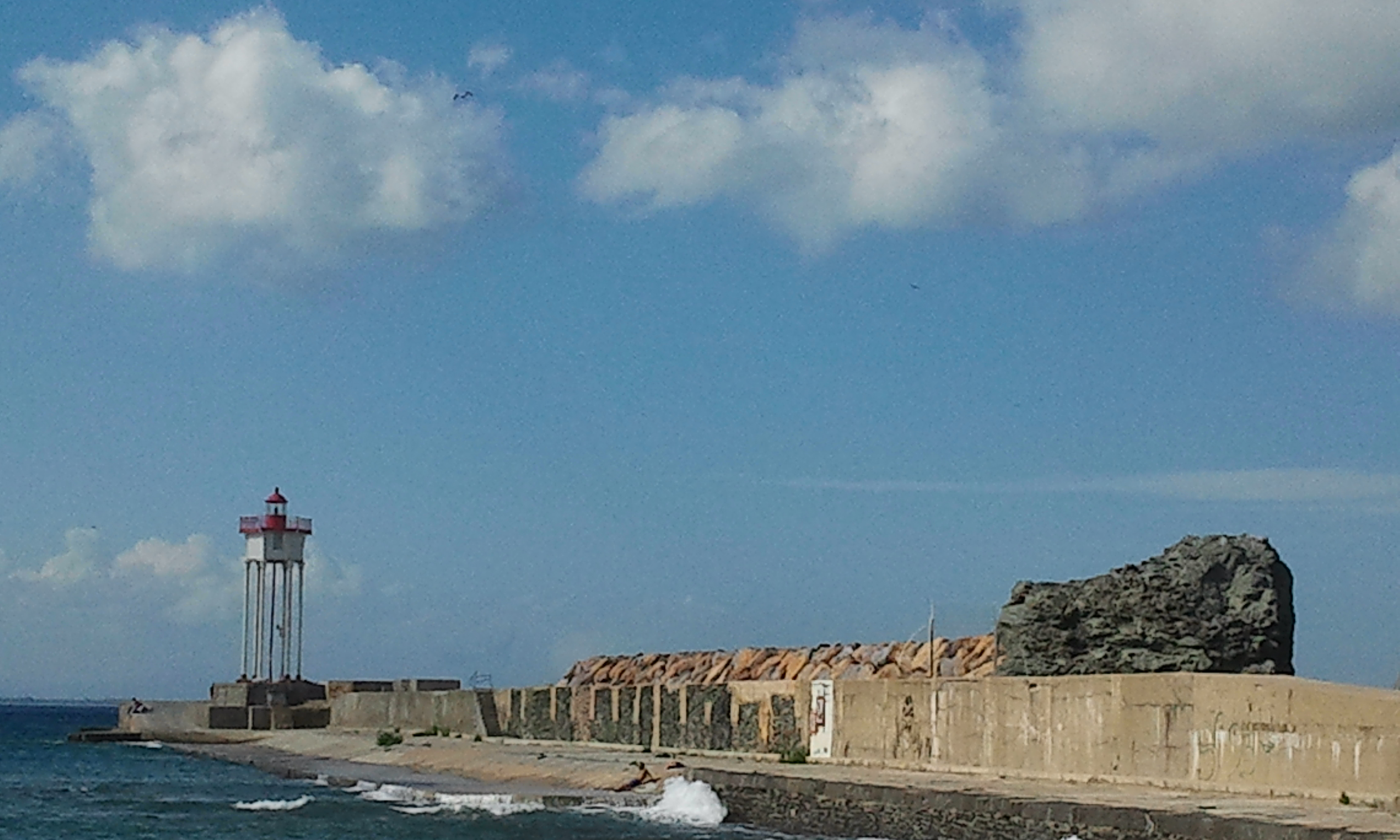
Le môle
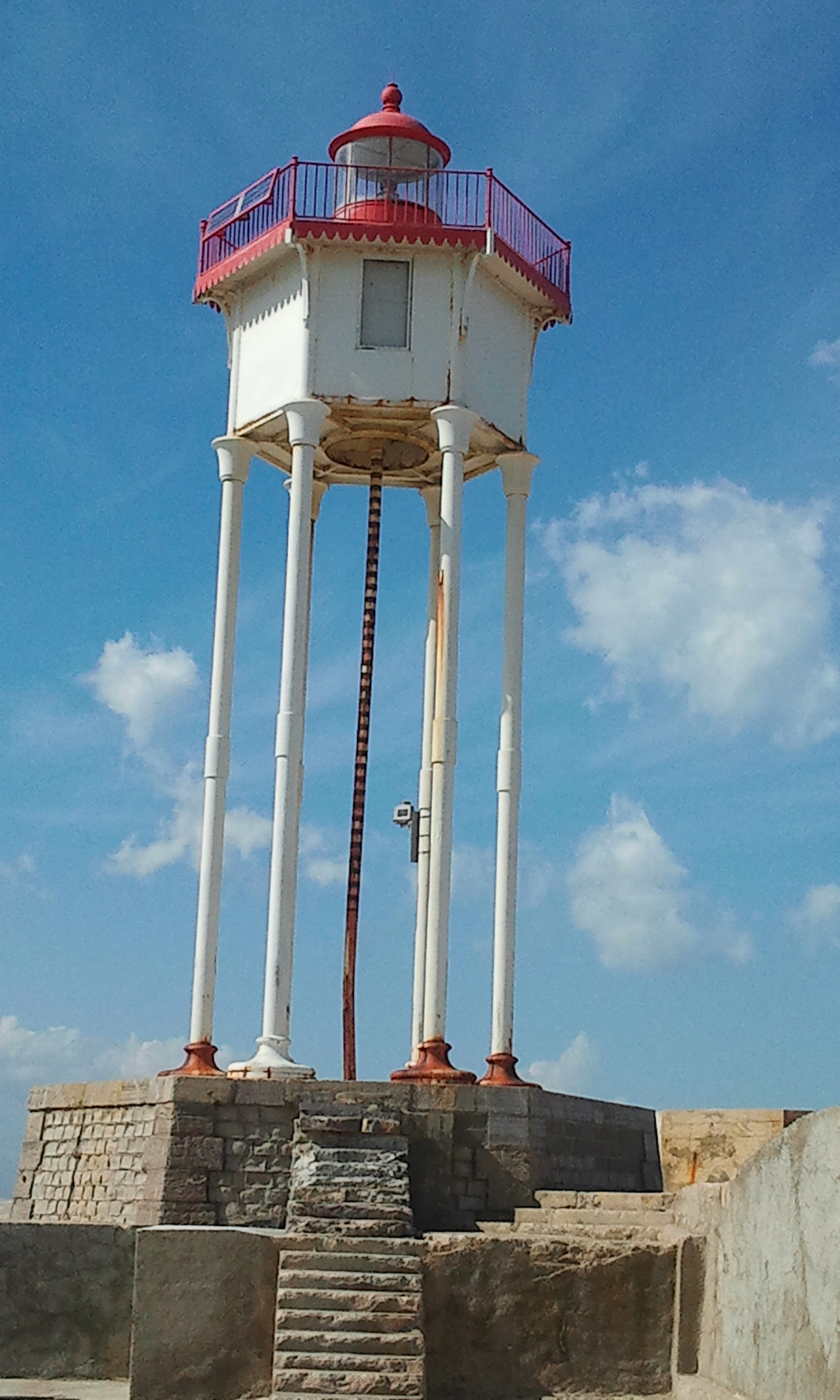
Le feu par beau temps
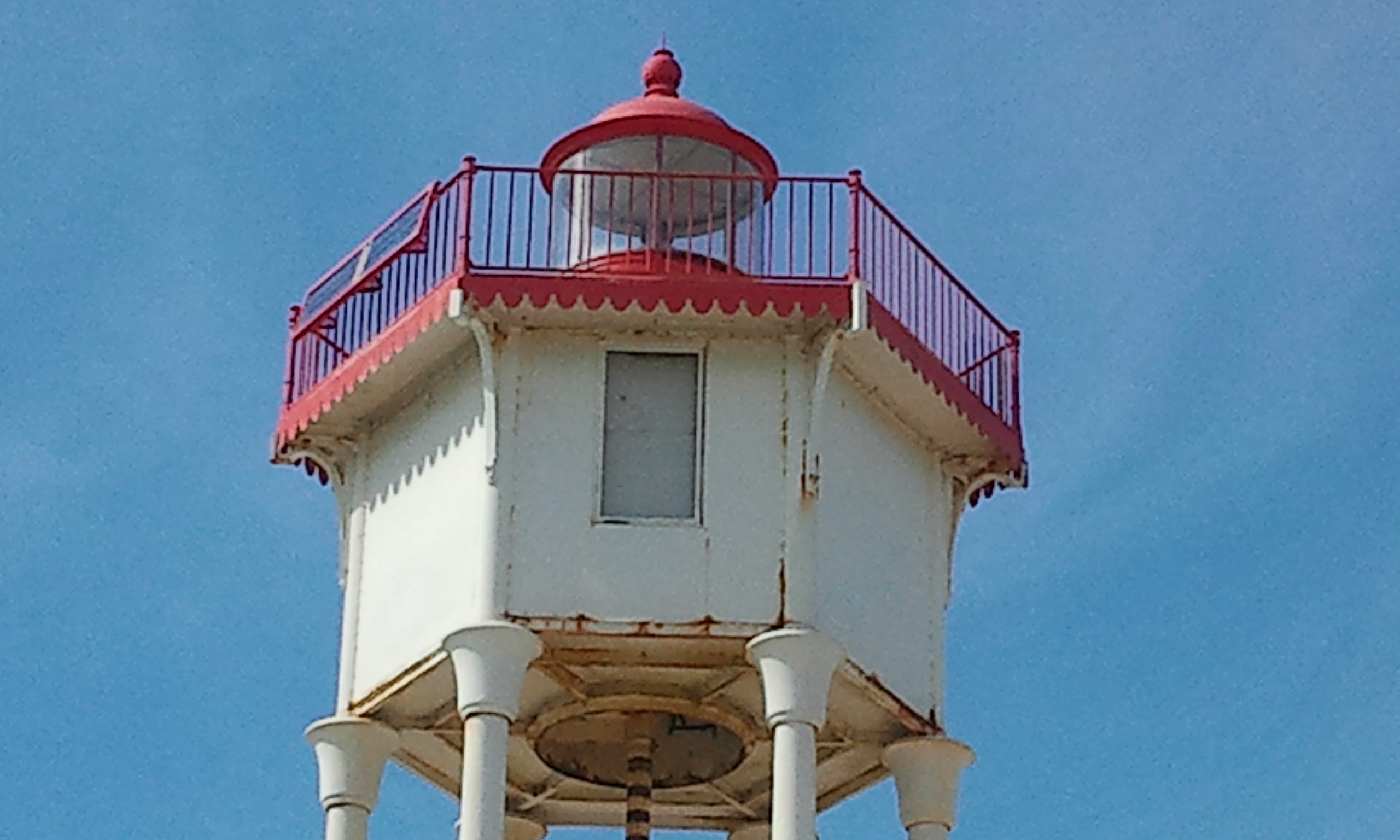
La plateforme
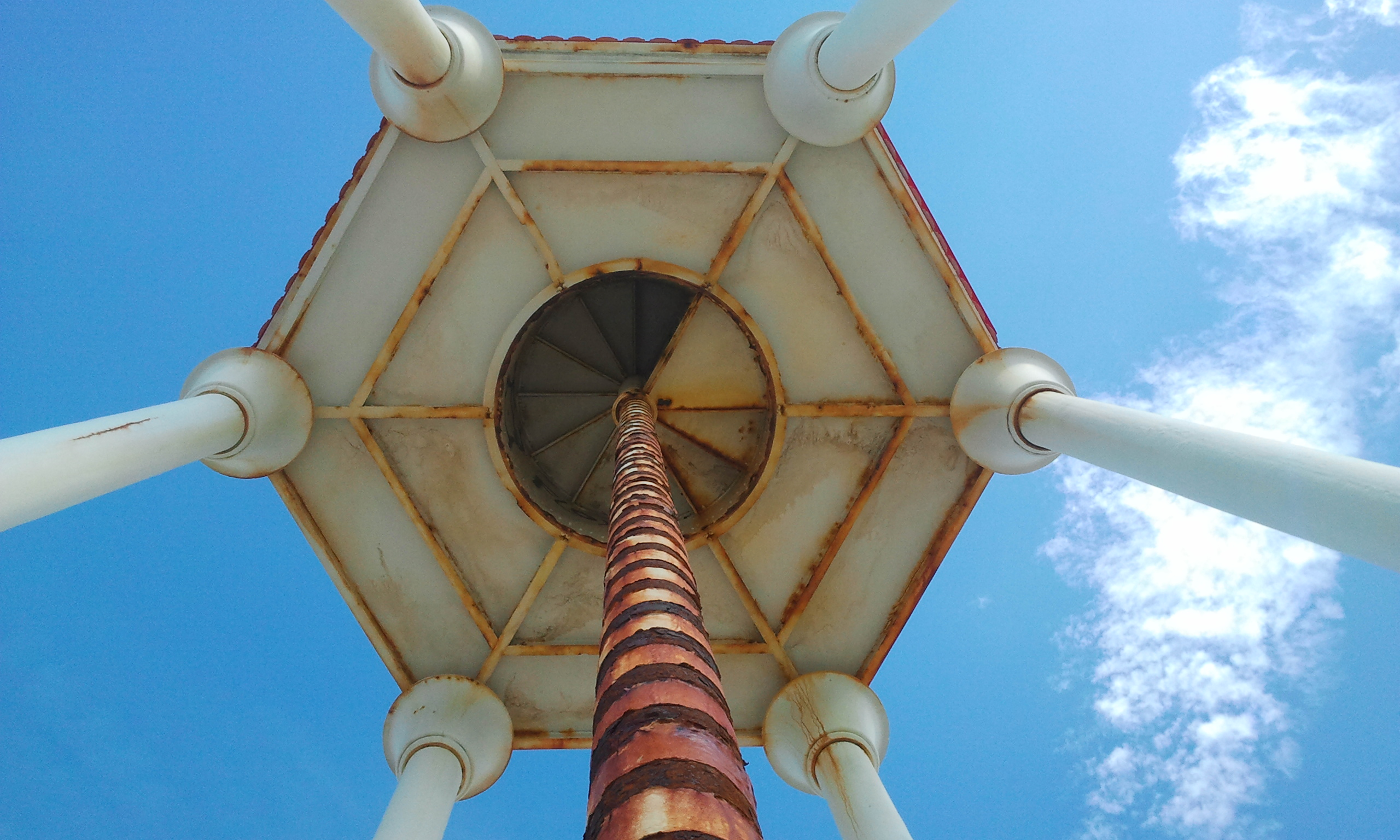
Le dessous de la plateforme
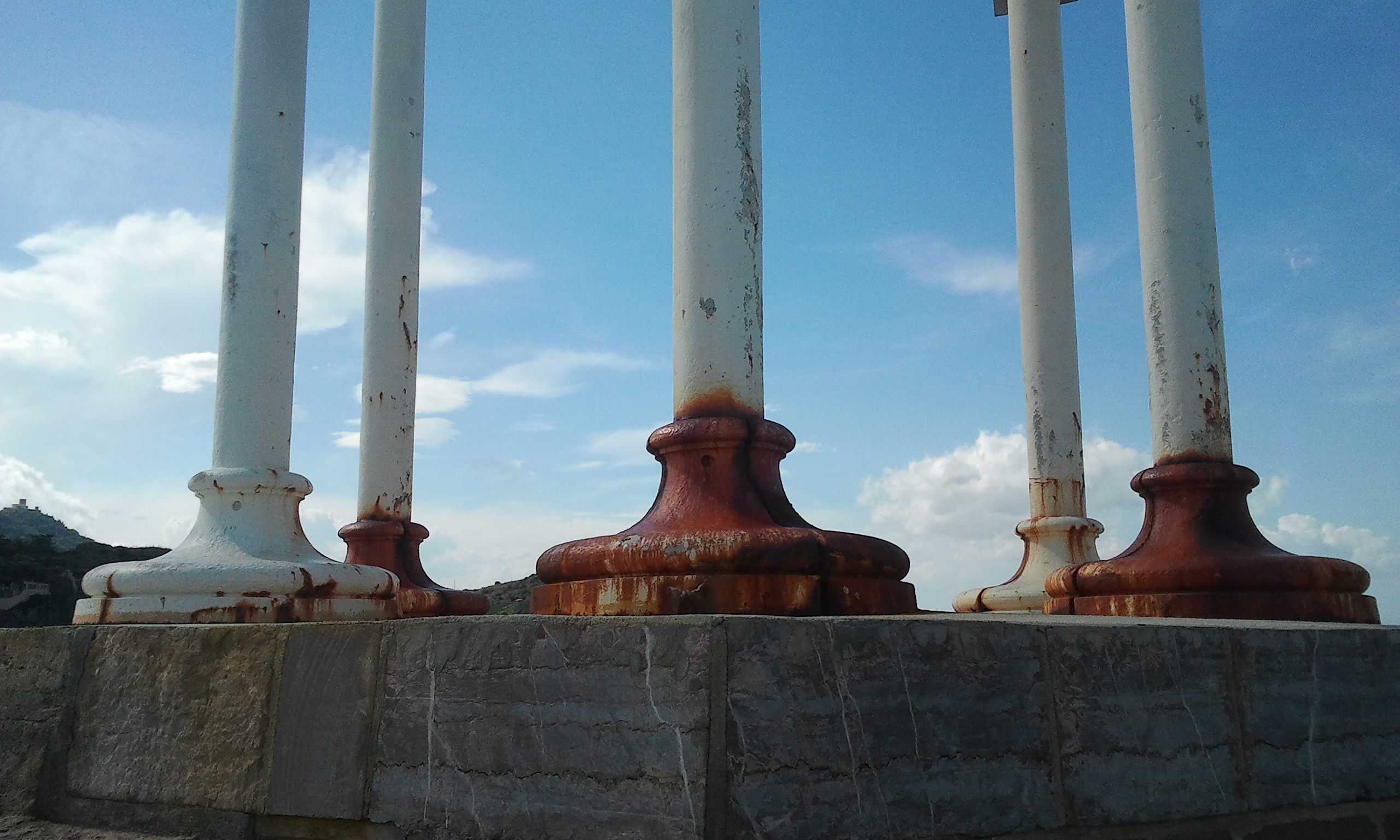
Les pieds
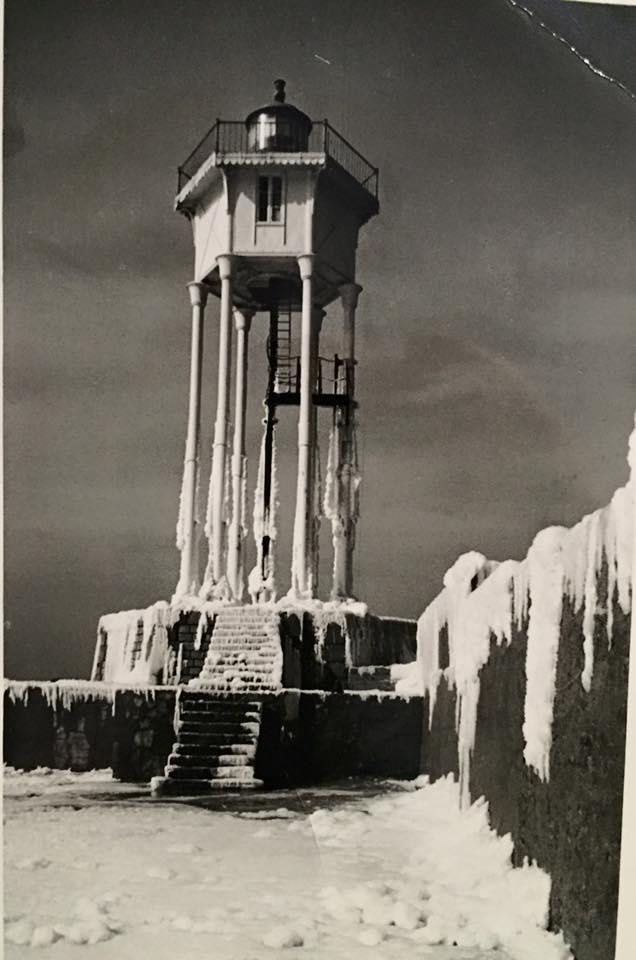
L'hiver 1933